# Nikolaus Frankopan
Nikolaus Frankopan Graf von Tržac (Tersacz) (auch kroatisch: Nikola IX. Frankopan Tržački, Frankapan, Frangipani) (* 1584 in Tržac; † 17. April 1647 in Wien) war ein kroatischer Graf aus dem Adelsgeschlecht Frankopan und Ban von Kroatien. Er zeichnete sich in den Kriegen Kaiser Rudolf II. gegen die Türken aus.

## Leben
Nikolaus war der Sohn von Kaspar Graf Frangipani von Tršac (* 1550; † 1588), Hauptmann zu Ogulin, Herr von Bosiljevo und (erworben) Crnomelj und der Katharina von Lenković. Er hatte zumindest einen Bruder, Wolfgang (Wuk) Christoph (* 1587 (?); † 15. März 1652) der ebenfalls Obrist, kaiserlicher Kämmerer und Hauptmann zu Zengg (1623) war.
Als Edelknabe des Erzherzogs Ferdinand immatrikulierte er sich am 7. Februar 1602 als „Rhetor“ an der Universität Graz. Schon früh verlor er in den Kriegswirren drei Güter an die Venezianer (im Mai 1612 bat er um Rückerstattung der geraubten Güter). Von 1612 bis 1614 (eigentliche Ablösung erst im April 1615) war er Hauptmann zu Zengg und ab 1615 kaiserlicher Kämmerer. Auch 1615 schädigten die Venezianer ihn zu Novi, das sie zerstörten, doch plünderte er diese auch seinerseits aus.
1617 wurde er, wegen seiner militärischen Verdienste, unter Kaiser Matthias zum Ban von Kroatien und Windischland (Dalmatien, Kroatien und Slawonien), blieb dies aber wegen Konflikten mit den windischen Ständen nicht lange („Allein, ob er gleich guten Verstand hatte, so war er doch dabey viel zu hitzig, als daß er bey denen Ungerischen Gemüthern etwas hatte fruchten sollen“). Als er 1620 Truppen gegen Bethlen führen sollte, verweigerten ihm diese den Gehorsam, worauf ihn er das Kommando an Gregor Keglevich abgeben und nach Varaždin fliehen musste. In der Belagerung von Schloss Gereben, konnte er jedoch einen Erfolg gegen Franz Batthyányi verzeichnen und wurde dafür mit Gütern in Mähren (Schloss Alt-Titschein) belohnt wurde. Dennoch musste er 1622 dem Druck weichen und gab dem kroatischen Landtag offiziell seinen Rücktritt als Ban bekannt. Vom Hof wurde er für seine treuen Dienste zum Hofkriegsrat und Obristen von Haus aus ernannt.
Als Kommissar zur bevorstehenden Verhandlung mit den Türken, soll sich 1624 deren „attentata“ an den Grenzen erkundigen und wird im Folgejahr Mitglied der Friedensdelegation mit den Türken und Kommissar zur Regelung der Grenzfragen mit dem Pascha von Bosnien und Verlängerung des Friedens von Zsitvatorok. Auch die nächsten Jahre ist er mit der Verteidigung gegen die Türken beschäftigt, ab 1627 in der Steiermark ansässig (Inkolat vom 15. Jänner 1627) und später in der Krain (Inkolat vom 14. Jänner 1642). Schmidt‐Brentano beschreibt ihn als „Hochbegabt und tüchtig, aber arrogant und herrschsüchtig.“ Testamentarisch vermachte er Alt-Titschein den Jesuiten zur Errichtung einer Schule.
Aus der 1618 geschlossenen Ehe mit Beriszló von Grabarja gingen, ebenso wie aus der 1632 geschlossenen (und später geschiedenen) Ehe mit Anna Maria Gräfin Erdödy von Monyorókerék und Monoszló (* 1595; † 1634), keine Kinder hervor. Die Scheidung von seiner zweiten Frau, bereits kurz nach der Vermählung, führte zu Unstimmigkeiten mit dem Hofrichter (iudex curiae) und der Familie Erdödy.